# Liste der FIBA-Executive-Committee-Mitglieder

Diese Liste ist eine Aufstellung von Mitgliedern des FIBA-Exekutiv-Komitee. 

## 2023 bis 2027
| Funktion                      | Name               | Photo | Beleg |
| ----------------------------- | ------------------ | ----- | ----- |
| Vorsitzender / FIBA-Präsident | Saud Ali Al-Thani  |       | [ 1 ] |
| Generalsekretär               | Andreas Zagklis    |       | [ 1 ] |
| Schatzmeister                 | Ingo Weiß          |       | [ 1 ] |
| Mitglied                      | Fabian Borro       |       | [ 1 ] |
| Mitglied                      | Richard L. Carrión |       | [ 1 ] |
| Mitglied                      | Jorge Garbajosa    |       | [ 1 ] |
| Mitglied                      | Anibal Manave      |       | [ 1 ] |
| Mitglied                      | Yuko Mitsuya       |       | [ 1 ] |
| Mitglied                      | David Reid         |       | [ 1 ] |
| Mitglied                      | Mark Tatum         |       | [ 1 ] |
| Mitglied                      | Carmen Tocala      |       | [ 1 ] |

Stand: 30. März 2024